# 中華民國臨時政府制
中華民國臨時政府制是1924年11月24日由段祺瑞公布的法律，为中华民国临时政府的建立提供法律依据。

## 沿革
1924年11月22日，段祺瑞离开天津赴北京。11月24日，公布《中华民国临时政府制》，全文仅6条：
中华民国临时政府制

- 第一条 中华民国临时政府以临时执政总揽军民政务，统率海陆军。
- 第二条 临时执政对于外国为中华民国之代表。
- 第三条 临时政府设置国务员，赞襄临时执政处理国务。
临时政府之命令，及关于国务之文书，由国务员副署。
- 第四条 临时执政命国务员分长外交、内务、财政、陆军、海军、司法、教育、农商、交通各部。
- 第五条 临时执政召集国务员开国务会议。
- 第六条 本制自公布之日施行，俟正式政府成立，即行废止。

1924年12月4日，段祺瑞公布《临时法制院官制》。
1925年12月26日，段祺瑞公布《修正中华民国临时政府制》，内容扩为7条：
修正中华民国临时政府制

- 第一条 中华民国临时政府以临时执政总揽政务，发布命令，统率陆海军。
- 第二条 临时执政对于外国为中华民国之代表。
- 第三条 临时政府由国务员赞襄临时执政，决定政策，处理国务。
- 第四条 左列各员均为国务员：
  - 一 国务总理。
  - 二 各部总长。

- 第五条 国务会议由国务员组织之，以国务总理为主席。
- 第六条 临时政府设国务院及外交、内务、财政、陆军、第军、司法、教育、农商、交通各部。
临时政府之命令，及凡关系国务之文书，由国务总理及各部总长全体或分别副署。
- 第七条 本制自公布日施行，俟正式政府成立废止之。